# Лізки (Кременчуцький район)
Лізки́ — село в Україні, у Градизькій селищній громаді Кременчуцького району Полтавської області. Населення становить 28 осіб. Орган місцевого самоврядування — Градизька селищна рада.

## Населення

### Мова
Розподіл населення за рідною мовою за даними перепису 2001 року:
| Мова       | Кількість | Відсоток |
| ---------- | --------- | -------- |
| українська | 27        | 96.43%   |
| російська  | 1         | 3.57%    |
| Усього     | 28        | 100%     |